# Чистоозерний район
Чистоозерний район — муніципальне утворення в Новосибірській області Росії.
Адміністративний центр — селище міського типу Чистоозерне.

## Географія
Район розташований на південному заході Новосибірської області в межах Барабинської низовини і Кулундинської степової зони.
Межує з Купинським, Чановським та Татарським районами Новосибірської області, Омською областю та Казахстаном.
Територія району за даними на 2008 рік — 568,8 тис. га, у тому числі сільгоспугіддя — 372,6 тис. га (65,5% території)

## Населення
| 2002    | 2009    | 2010    | 2011    | 2012    | 2013    | 2014    |
| ------- | ------- | ------- | ------- | ------- | ------- | ------- |
| 22 444  | ↘20 543 | ↘20 291 | ↘19 575 | ↘19 093 | ↘18 709 | ↘18 342 |
| 2015    | 2016    | 2017    | 2018    | 2019    |         |         |
| ↘18 097 | ↘17 883 | ↘17 577 | ↘17 372 | ↘17 113 |         |         |